# Минджир
Минджир (рум. Mingir) — село в Хынчештском районе Молдавии. Является административным центром коммуны Минджир, включающей также село Семёновка.

## География
Село расположено на высоте 55 метров над уровнем моря.

## Население
По данным переписи населения 2004 года, в селе Минджир проживает 4995 человек (2483 мужчины, 2512 женщины).
Этнический состав села:
| Национальность | Число жителей | Процентный состав |
| -------------- | ------------- | ----------------- |
| молдаване      | 4773          | 95.56             |
| румыны         | 156           | 3.12              |
| цыгане         | 37            | 0.74              |
| русские        | 10            | 0.2               |
| украинцы       | 4             | 0.08              |
| болгары        | 1             | 0.02              |
| прочие         | 14            | 0.28              |
| Всего          | 4995          | 100 %             |

## Достопримечательности
11 мая 2014 года в селе был установлен памятник жертвам голода 1946—1947 годов. Работа оценивается в сумму 2 миллиона лей. Скульптура, изготовленная из гранита, изображает мать, которая на руках держит ребёнка. Работа по изготовлению памятника заняла у скульптора Григоре Султан два месяца. В тот же день в селе был открыт парк.